# نانسى والترز
نانسى والترز (بالإنجليزية: Nancy Walters)‏ هي عارضة وممثلة أمريكية، ولدت في 26 يونيو 1933، وتوفيت في 29 سبتمبر 2009.

## وصلات خارجية
- نانسى والترز على موقع IMDb (الإنجليزية)
- نانسى والترز على موقع ميوزك برينز (الإنجليزية)
- نانسى والترز على موقع قاعدة بيانات الفيلم (الإنجليزية)